# Stuivenberggasthuis

Overzichtsplan gelijkvloers nov bouwwmeesters Jules Bilmeyer & Joseph Van Riel

Plannen uit 1910 van Edouard Van Opstal voor de bouw van het psychiatrisch paviljoen voor mannen.

Het Stuivenberggasthuis, meestal Stuivenbergziekenhuis genoemd, was van 1884 tot 2023 een openbaar ziekenhuis in Antwerpen. Het Stuivenberggasthuis werd gebouwd in opdracht van de Commissie van Openbare Onderstand (COO) en werd officieel ingehuldigd op 6 oktober 1884. Op 2 januari van het daaropvolgende jaar werd de eerste patiënt opgenomen en werd de instelling ook daadwerkelijk als "gasthuis van de armen" in gebruik genomen.

## Geschiedenis

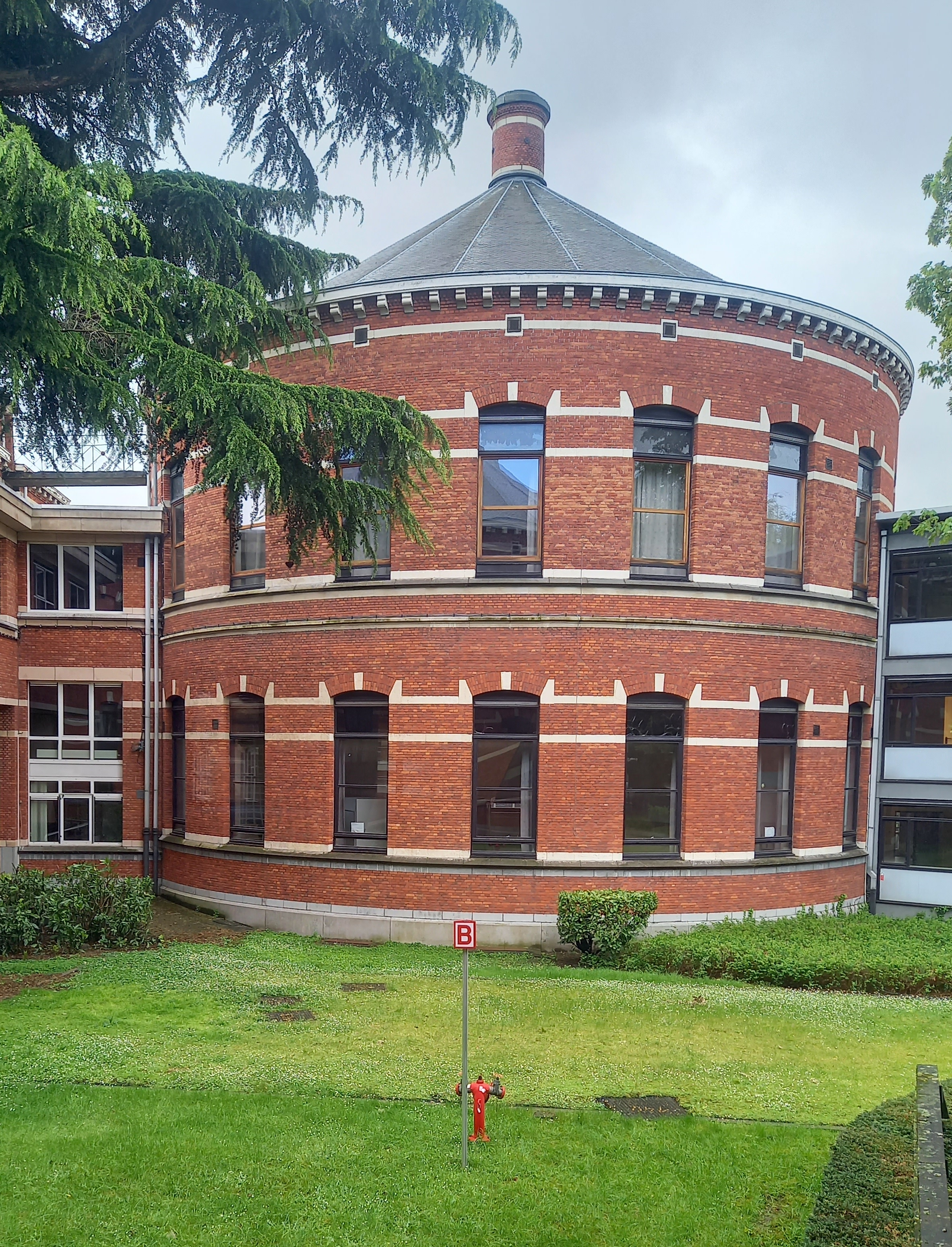
Een van de acht paviljoenen in de tuinen van de Stuivenbergsite.

De Commissie van Openbare Onderstand, de voorloper van het huidige OCMW, besloot tot de bouw van het ziekenhuis om tegemoet te komen aan de groeiende vraag naar zorg. Het enige andere ziekenhuis in de stad, het Sint-Elisabethgasthuis, kon al sinds 1854 niet meer voldoen aan de zorgvraag. De snelle bevolkingsgroei in Antwerpen na de opening van de Schelde in 1860 en de ontwikkelingen in de geneeskunde, waardoor het ziekenhuis veel meer werd dan een plek om besmettelijke ziekten te behandelen, maakten het tekort aan ziekenhuisbedden steeds dringender. Gekozen werd daarom voor de bouw van een groot en modern nieuw ziekenhuis. Het nieuwe Stuivenberggasthuis kende een voor die tijd zeer vernieuwende architectuur. Deze was het oeuvre van de architecten Frans Baeckelmans, Jules Bilmeyer en Joseph Van Riel. Het wedstrijdontwerp van  Baeckelmans dateert van 1872-73. Baeckelmans verzaakte in 1876 aan de verdere aanpassingen van het wedstrijdontwerp en Bilmeyer en Van Riel werden aangesproken om het ontwerp aan te passen en de opdracht tot een goed einde te brengen. De paviljoenen en zalen waren cirkelvormig, onder andere omdat het ontbreken van hoeken de ontwikkeling van bacteriën tegen zou gaan. Ook had de ronde vorm van de zalen tot doel het toezicht op de patiënten te verbeteren, evenals de luchtcirculatie en de verlichting. Later werden de ronde zalen omgebouwd om patiënten meer privacy te gunnen. Ook werd het ziekenhuis in de loop van de 20e eeuw uitgebreid en gemoderniseerd.
Op 1 januari 2000 fuseerde campus Stuivenberg met de campussen Sint Elisabeth en Sint Erasmus tot het Algemeen Centrumziekenhuis Antwerpen. Binnen dat samenwerkingsverband specialiseerde campus Stuivenberg zich op de behandeling van brandwonden. Met als doel kosten te besparen, werd door het OCMW in 2003 bepaald dat de drie ziekenhuizen verder zouden worden samengevoegd met 5 andere zorginstellingen, onder de naam Ziekenhuis Netwerk Antwerpen.
Op 18 september 2023 sloot het Stuivenbergziekenhuis, enkel de psychiatrische afdeling blijft op deze locatie. Patiënten en diensten werden overgebracht naar het nieuwe ZNA Cadix. Wegens een stroompanne in de laatste weken voor de voorziene sluitingsdatum werd de spoedafdeling eerder verhuisd. De spoedafdeling was met 41.000 patiënten per jaar een van de drukste spoeddiensten in België. Het gebouw en de hele site van zo'n vijf hectare worden gedeeltelijk afgebroken, gerenoveerd en krijgen een nieuwe bestemming.

## Herbestemming
In 2012 was er al sprake van een verhuis van het Stuivenbergziekenhuis en een herbestemming van de site. Ludo Van Campenhout (N-VA), toenmalig schepen voor Stadsontwikkeling, kondigde aan dat er op de site 60 procent van de ruimte zal worden vrijgemaakt voor groen. De plannen om de site te vergroenen werden later dat jaar ook opgenomen in RUP 2060, het ruimtelijk uitvoeringsplan voor de wijk Antwerpen-Noord.
In de daaropvolgende jaren werd beslist dat het Stuivenbergziekenhuis zou verhuizen naar het nieuw te bouwen ziekenhuis van Ziekenhuis Netwerk Antwerpen, ZNA Cadix op het Eilandje. Het ontwerpbureau Stramien en partners tekende in 2018 een toekomstplan uit voor de site onder de naam 'KuurNoord Stuivenberg' en noemde het "een kuuroord voor heel Antwerpen-Noord, met licht, lucht en ruimte voor buurt en stad". Er werden buurtbewoners en middenveldorganisaties betrokken om zo het herbestemmingsonderzoek van onderuit te versterken.
Op 5 oktober 2019 organiseerde AG Vespa, het autonoom gemeentebedrijf voor vastgoed en stadsprojecten Antwerpen, 'Plan Stuivenberg': een uitgebreid publieksmoment waarop meer dan 200 buurtbewoners de nieuwe ideeën voor de toekomst van de site konden ontdekken, hun mening konden geven over deze ideeën en aangeven welke functies het hardst nodig zijn in de buurt.
Team Vlaams Bouwmeester lanceerde begin 2021 een oproep voor een studieopdracht naar de herbestemming van de Antwerpse Stuivenbergsite.
In januari 2022 werd bekendgemaakt dat stad Antwerpen een ontwerpteam had aangesteld. Bovenbouw Architecten uit Antwerpen, Korteknie Stuhlmacher Architecten uit Rotterdam, BOOM Landscape uit Amsterdam en architectenbureau Sabine Okkerse uit Oudenaarde vormden het Vlaams-Nederlands, multidisciplinair team van architecten en tuin- en landschapsarchitecten. In het ontwerp werd ruimte voorzien voor Stedelijk Onderwijs, een jeugdwerking, een kinderdagverblijf, een sociale tandartspraktijk en het Huis van het Kind (Kind en Gezin). Centraal in het ontwerp stond het openstellen van de tuinen als park voor de buurt en de afbraak van de jaren 80 gebouwen en aanbouwen. De renovatie en afbraakwerken zouden meteen na de verhuis van het ziekenhuis in 2023 van start gaan.
Tijdens het college van burgemeester en schepenen van 26 mei 2023 werd beslist de investeringskredieten voor de bouwfase door te schuiven naar 2026, en dus naar de volgende legislatuur.
In september 2023 verhuisden de laatste patiënten van het Stuivenbergziekenhuis naar ZNA Cadix op het Eilandje. De site bleef leeg achter. De eerder aangekondigde snelle start van de werken ging niet door omdat de investeringsbudgetten waren doorgeschoven naar een volgende bestuursploeg.

## Omarm Stuivenberg

Logo van de vereniging Omarm Stuivenberg.

Buurtbewoners, teleurgesteld over het uitblijven van een herbestemming van de site, verenigden zich in oktober 2023 als burgergroep Omarm Stuivenberg. Honderden buurtbewoners verzamelden op 8 november aan het poortgebouw van de site. Ze riepen het stadsbestuur op om nog voor de verkiezingen van 13 oktober 2024 te beginnen met de werken voor de nieuwe invulling van de site en kaartte aan dat de beloofde participatiemomenten niet plaatsvonden. Een open brief met standpunten en eisen van de burgergroep werd meer dan 1800 keer ondertekend. De eis om te starten met de werken voor de definitieve ontwikkeling van de site werd niet ingewilligd, de werken zouden niet vroeger dan 2027 aangevat worden.
Door de vele onzekerheden rond de definitieve invulling van de site, voerde Omarm Stuivenberg in januari 2024 opnieuw actie. Burgers versierden het hekwerk aan het poortgebouw met roze lintjes met daarop hun naam. Ze wilden op deze manier hun ongerustheid over de definitieve plannen en het ontbreken van budgetten uitten.